# Balys Dvarionas
Balys Dvarionas   (Liepāja, 6 de juny de 1904 (Julià) - Vílnius, 23 d'agost de 1972) va ser un compositor, pianista, director i educador lituà. Dvarionas es va fer conegut com a compositor després de la Segona Guerra Mundial. Les seves obres es troben en una vena romàntica, amb arrels en la cançó popular.

## Biografia
Balys Dvarionas va néixer en la gran família d'un organista. Juntament amb els seus deu germans i germanes, a Dvarion se li va ensenyar música des de la seva primera infància. Més tard va rebre classes particulars d'Alfrēds Kalniņš, el famós compositor letó. Després de completar l'escola mitjana de comerç, Dvarionas va treballar com a organista i director del Cor de la Joventut de la Societat Lituana a Liepāja. El 1920, Dvarionas va anar a Leipzig, on va estudiar piano sota la direcció de R. Teichmüller al Conservatori i va assistir a cursos de teoria i composició especials de música dirigits per Stephan Krohl i Siegfried Karg-Elert. Després de graduar-se al Conservatori l'any 1924, Dvarionas va tornar a Kaunas, Lituània on va interpretar el seu primer recital, i després va passar dos anys estudiant piano a Berlín sota la direcció d'Egon Petri, un famós pianista alemany.
Balys Dvarionas va ser una síntesi de talents en piano, ensenyament, direcció i composició. Van florir gairebé tot alhora i Dvarionas aviat es va convertir en una de les personalitats més famoses de la música lituana. A partir de 1924 va actuar a Lituània, i el 1928 va començar a actuar a l'estranger. El 1926 va començar a ensenyar a la "Kaunas Music School" (després del 1933 - Conservatori de Lituània) i el 1949 va començar a treballar a l'Acadèmia de Música de Vilnius, on va continuar ensenyant fins al final de la seva vida. Dvarionas va rebre el títol de professor en 1947. Més de 50 pianistes es van graduar a la seva aula. Els alumnes de Dvarionas van incloure el director d'orquestra Rimas Geniušas, els pianistes Liucija Drąsutien, Aleksandras Jurgelionis, Vytautas Landsbergis i Halina Znaidzilauskaitė.
A la dècada de 1930, Dvarionas també va sorgir com a director d'orquestra. Va assistir a cursos de direcció a Salzburg i el 1939 va passar els exàmens com a estudiant extern al Conservatori de Leipzig. De 1935 a 1938 Dvarionas va ser director de l'orquestra radiofònica de Kaunas. El 1939 va establir l'Orquestra de la Ciutat de Vilnius juntament amb el conegut arquitecte lituà Vytautas Landsbergis-Žemkalnis, i va treballar com a director fins que es va establir l'Orquestra Filharmònica Lituana, on va ser director titular entre 1940/41 i 1958/64.
La darrera actuació pública de Dvarionas va ser el 12 de maig de 1972 amb l'Orquestra de Cambra Lituània al Philharmonic Hall; va interpretar un concert per a piano de Mozart i va dirigir una missa de Schubert.

## Mort
Va patir la seva última malaltia i va morir el 23 d'agost de 1972. Balys Dvarionas està enterrat al cementiri de Palanga, una ciutat balneària situada a l'oest de Lituània, on Dvarionas li va agradar passar els estius, component i arranjant moltes peces a la seva casa de camp.

## Obres
Dvarionas va compondre una varietat d'obres que van des de l'òpera, el ballet, la simfonia fins a la música per al cinema i el teatre. Balys Dvarionas, juntament amb un altre destacat compositor lituà Jonas Švedas, va ser l'encarregat de compondre la música per a l' himne de la República Socialista Soviètica de Lituània.
Les obres musicals de Dvarionas són distintives per la seva melodia, emocionalitat i motius extrets de la música popular. Més que desenvolupar el seu material musical, va preferir l'exposició i la juxtaposició de diverses idees musicals. La música de Dvarionas pot semblar extemporània, però és natural i rítmicament flexible, i fa una impressió d'ambient clar i colorit.

El compositor va dir del seu estil el 1971: 
| « | "Els meus ideals estètics es van formar sota la influència del romanticisme del segle xix i crec que en la convocatòria vocacional del músic per difondre la bellesa, el bé, l'harmonia, educar a la gent i elevar-los per sobre de la rutina. Crec que les persones que diuen que aquest tipus de visions estan darrere dels temps estan malament. Els ideals del bé humà s'han mantingut invariables durant molts milers d'anys: amor, veritat, llibertat i amistat. Servir-los no és un pas enrere" | » |

.

## Obres més destacades
- Ballet Matchmaking (Piršlybos), (presentat el 1933).
- Variacions per a fagot i orquestra, 1946.
- Simfonia en E minor I Bow To Native Land (Límit de les terres natives) (1947).
- Concert per a violí i orquestra, 1948.[1]
- Òpera Dalia, 1957 (representada l'any 1959).
- 2 Concerts per a piano i orquestra, 1960 i 1962.
- Concert per a orquestra i trompa francesa, 1963.
- Diverses peces de piano: "24 peces en totes les tonalitats", "Winter Sketches", "Little Suite ", etc.
- Diverses peces de violí
- Cançons per a veu sola o amb acompanyament de cor.